# فيكرز فانقارد
فيكرز فانقارد (بالإنجليزية: Vickers Vanguard)‏ هي طائرة خطوط جوية قصيرة / متوسطة المدى بأربع محركات توربينيه، أنتجت في بريطانيا. من صناعة فيكرز أرمسترونغس. كانت تستخدم بشكل أساسي من قبل الخطوط الجوية البريطانية الأوروبية. كان أول طيران لها في 20 يناير 1959. دخلت الخدمة في 1960، انتهت خدمتها في 17 أكتوبر 1996. صنع منها 44 طائرة.